# Енума Елиш
Енума Елиш (букв. „Когато там горе“) е древно епическо произведение от Вавилон за сътворението на света. Името му идва от първите думи, с които започва.
Текстът е написан с шумерски клинопис, частично съхранен на седем глинени таблички, намерени в библиотеката на асирийския цар Ашурбанипал. Поемата е датирана от втората половина на 2-рото хилядолетие пр. Хр.
В основата на поемата лежи идеята, че богът на пролетното слънце и творческата сила Мардук побеждава чудовището Тиамат, тъмните сили, и от тялото ѝ създава целия свят. След това разпределя съзвездията по небето и определя движението им. Накрая създава човека, чието призвание е „грижа за боговете“. В края на поемата има химн за Мардук.
По-късно митът е заимстван от асирийците.нибиру